# Daniel Alcántar
Daniel Alcántar García (León, Guanajuato, 2 de mayo de 1976) es un exfutbolista y entrenador mexicano; jugaba en la posición de lateral por derecha. Actualmente entrena al Irapuato de la Liga de Expansión. 

## Trayectoria

### Futbolista
Debutó en la Primera División de México con el Club León en la temporada 1994-1995, pero encontró regularidad hasta en el Verano 1999.
En la temporada 1997 a 1999 jugó en Unión de Curtidores, con carnet de menor. 
Jugó con los Reboceros de La Piedad en el Invierno 2001, en tanto que en las Temporadas 2002-2003 y 2003-2004 con los Gallos Blancos del Querétaro y los Freseros del Irapuato,  respectivamente.
Estuvo con los Potros de Hierro del Atlante del Apertura 2004 al Clausura 2008. En la temporada 2006-2007 jugó 4 partidos con Real de Colima, cuadro filial de los Potros de Hierro en la Primera División 'A'. 
Militó con Tecos del Apertura 2008 al Bicentenario 2010; con San Luis FC del Apertura 2010 al Clausura 2012 y retornó a los Gallos Blancos del Querétaro para el Apertura 2012.
Su último equipo como futbolista profesional fue Club Necaxa en el Clausura 2013 en la Liga de Ascenso de México.

### Auxiliar y entrenador
Formó parte del cuerpo técnico del "Profe" José Guadalupe Cruz en Club de Fútbol Monterrey (Clausura 2014), Morelia (Apertura 2014) y Club Puebla (Clausura 2015) Ganado el torneo de Copa MX en final ante Chivas de Guadalajara.
Durante el Clausura 2016, fue auxiliar de Carlos de los Cobos en Cafetaleros de Tapachula.
Del 2016 al 2018, fue asistente de Rafael Puente del Río en Lobos de la BUAP. Donde lograron el ascenso a la primera división de la Liga MX. Tras el cese de Puente, Alcántar ejerció como director técnico interino las últimas cuatro Jornadas del Clausura 2018.
En el Apertura 2018 estuvo al frente del cuadro Sub-20 del Club Necaxa.
El 16 de marzo de 2019 fue presentado como nuevo entrenador del Murciélagos FC, equipo de la Serie A de México.
Del 2019 al 2021, dirigió a Tecos, también en la Segunda División de México.
En el verano del 2021 regresó a la Liga de Expansión MX para dirigir a Correcaminos de la UAT; tras el cambio de directiva en el cuadro tamaulipeco, Alcántar presentó su renuncia.
De 2022 a 2023 formó parte del cuerpo técnico de Ignacio Ambriz como auxiliar. Disputando la final del Apertura 2022 cayendo ante Pachuca. 
En 2023, formó parte del cuerpo técnico de Mario García Covalles en el Atlante en la Liga de Expansión MX. 
Para el Clausura 2024, el "Borita" se convirtió en entrenador de los Potros de Hierro del Atlante. En su primer torneo al frente del conjunto Azulgrana ganó el título de Liga, ganando sus 6 juegos de liguilla y llevando al equipo a una histórica racha de 20 partidos invicto, máxima racha para un equipo desde que se creó la liga de Expansión y Liga de Ascenso. 
En su segundo torneo al frente de los potros, logró el liderato general, siendo el equipo más goleador y el que menos goles recibió, cayendo en semifinales frente al equipo de Celaya.    
El 19 de noviembre de 2024 se anuncia su salida del Atlante.  
El 14 de julio de 2025 es presentado como Director Técnico del Club Deportivo Irapuato para el torneo Apertura 2025 de la Liga de Expansión MX.  
Como auxiliar, ha ganado:
Copa México Clausura 2015 (Club Puebla), Clausura 2017 y la Final de Ascenso 2016-17 (Lobos de la BUAP).

## Clubes

### Futbolista
| Club                    | País   | Año           |
| ----------------------- | ------ | ------------- |
| Club León               | México | 1995-2001     |
| U. Curtidores           | México | 1997-1999     |
| La Piedad               | México | Invierno 2001 |
| Querétaro FC            | México | 2002-2003     |
| Irapuato                | México | 2003-2004     |
| Atlante                 | México | 2004-2008     |
| Real de Colima (Cárnet) | México | 2006-2007     |
| Tecos                   | México | 2008-2010     |
| San Luis FC             | México | 2010-2012     |
| Querétaro FC            | México | Apertura 2012 |
| Club Necaxa             | México | Clausura 2013 |

Partidos y goles
| Competencia                           | Partidos | Goles |
| ------------------------------------- | -------- | ----- |
| Primera División de México            | 378      | 10    |
| Primera División 'A'                  | 64       | 10    |
| InterLiga                             | 7        | 0     |
| Copa México                           | 5        | 0     |
| Copa Libertadores                     | 2        | 0     |
| Copa de Campeones de la Concacaf 2008 | 1        | 0     |
| Total                                 | 457      | 20    |

### Entrenador
| Club                        | País     | Año                           |
| --------------------------- | -------- | ----------------------------- |
| Lobos de la BUAP (Interino) | México   | Clausura 2018                 |
| Necaxa sub-20               | México   | Apertura 2018                 |
| Murciélagos FC *            | México   | Clausura 2019                 |
| Tecos *                     | México   | 2019-2020                     |
| Correcaminos de la UAT      | México   | Apertura 2021                 |
| Atlante                     | México   | Clausura 2024 - Apertura 2024 |
| Club Deportivo Irapuato     | 🇲🇽México | Apertura 2025 - Act.          |

* Segunda División de México

## Palmarés

### Futbolista
| Categoría       | Título        | Club                | País   |
| --------------- | ------------- | ------------------- | ------ |
| Liga de Ascenso | 1999          | Unión de Curtidores | México |
| Liga MX         | Apertura 2007 | Atlante             | México |

### Entrenador
| Categoría      | Título        | Club    | País   |
| -------------- | ------------- | ------- | ------ |
| Liga Expansión | Clausura 2024 | Atlante | México |

Liga Expansión     Apertura 2025    Irapuato   México 